# Fist for the New Era
「Fist for the New Era」（フィスト・フォー・ザ・ニュー・エラ）は、Fear, and Loathing in Las Vegasの楽曲。2024年6月29日に、Getting Better(Victor Entertainment)より配信された。

## 概要・制作背景
前作「Dive in Your Faith」より約1年3か月ぶりとなる作品。7月18日にはミュージックビデオが公開された。

本作は「Yogibo presents 超RIZIN.3」のABEMAオリジナルテーマソングとして使用された。同大会の為に書き下ろされた楽曲であり、ボーカルのSoは次のようにコメントしている。
"人生を懸けた闘い"や、"因縁の対決"がテーマになっており、今回の『超RIZIN.3』に華を添えられるようにつくった作った楽曲ですので、ぜひ皆さん聴いてみてください。
歌詞制作にあたってSoは大会のドキュメンタリーを全て観ており、対戦する平本蓮と朝倉未来の因縁や負けられない気持ちといったものがテーマとなっている他、ドキュメンタリーなどでBGMとして使用される際に、選手たちが話している内容を邪魔しないよう英語詞で制作された。またバンドメンバーの中でもTaikiが特に格闘技好きで、タイアップの話が来る前から『RIZIN』を見ていたという。

楽曲を手掛けたMinamiは次のようにコメントしている。
力強い感じとか、どっしり感みたいなものは意識していました。ABEMAが今まで出しているドキュメンタリー映像のBGMもちょっと参考にしつつ、重めっていうのは意識した曲になっていると思います。
ミュージックビデオは地下格闘技場をイメージして制作され、途中からクラブのような演出を取り入れたものになっている。なお、ビデオ内でTaikiが緑色に光るドリンクを飲む演出があるが、これはブラックライトをあてると光るドリンクをTaikiが作るクラフトビールに活かしたものである。

## 収録曲
| #         | タイトル                 | 作詞                            | 作曲・編曲                      | 時間 |
| --------- | ------------------------ | ------------------------------- | ------------------------------- | ---- |
| 1.        | 「Fist for the New Era」 | Fear, and Loathing in Las Vegas | Fear, and Loathing in Las Vegas | 3:53 |
| 合計時間: | 合計時間:                | 3:53                            |                                 |      |

## タイアップ
Fist for the New Era
- 「Yogibo presents 超RIZIN.3」ABEMAオリジナルテーマソング[1][2]

## 収録アルバム
Fist for the New Era
- 未収録

## 演奏
- So: Vocal, Guitar
- Minami: Vocal, Keyboard, Guitar
- Taiki: Guitar, Chorus
- Tomonori: Drums
- Tetsuya: Bass Guitar, Chorus